# Szirmok, virágok, koszorúk
A Szirmok, virágok, koszorúk Lugossy László 1985-ben bemutatott filmdrámája. Elek István írt róla kritikát a Kritika 1985. évi 2. számának 34–35. oldalán.

## Főszereplők
- Cserhalmi György – Majláth Ferenc, huszárfőhadnagy
- Grażyna Szapołowska – Mária, Majláth felesége
- Bogusław Linda – Tarnóczy Kornél
- Őze Lajos – Ezredes
- Cseke Péter – Osztrák hadnagy
- Jiří Adamíra – Heinrich nagybácsi
- Malcsiner Péter – Tarnóczy Miklós

## Cselekmény
A film Majláth Ferenc huszár főhadnagy lelki fejlődését mutatja be, bajtársának az 1849-es fegyverletétel előtt elkövetett öngyilkosságától az önkényuralom alatt bekövetkezett saját őrületéig és önfelgyújtásáig.

## Díjak, elismerések
- Berlini Nemzetközi Filmfesztivál (1985)
  - díj: Ezüst Medve díj (Zsűri nagydíja)
  - jelölés: Arany Medve
- Magyar Filmkritikusok Díja
  - díj: nagydíj (1986)